# Strašnická metróállomás
Strašnická egy metróállomás Prágában a prágai A metró vonalán.

## Szomszédos állomások
A metróállomáshoz az alábbi állomások vannak a legközelebb:
- Želivského (Nemocnice Motol)
- Skalka (Depo Hostivař)

## Átszállási kapcsolatok
| A (Nemocnice Motol ↔ Depo Hostivař) |                                            |                         |
| Állomás                             | Átszállási kapcsolatok                     | Fontosabb létesítmények |
| Strašnická                          | 154, 175, 188, 901, 906, 959 7, 26, 91, 95 |                         |